# Adesmus pilatus
Adesmus pilatus es una especie de escarabajo longicornio del género Adesmus, categorizada en la tribu Hemilophini, de la subfamilia Lamiinae. Fue descrita por Galileo & Martins en 2005.

## Descripción
Mide 9,5-11,3 mm de longitud.

## Distribución
Se distribuye por América: Costa Rica y Panamá.